# Natação no Campeonato Europeu de Esportes Aquáticos de 2022 - 200 m costas feminino
A prova dos 200 metros nado costas feminino da natação no Campeonato Europeu de Esportes Aquáticos de 2022 ocorreu nos dias 11 e 12 de agosto no Foro Italico, em Roma na Itália. 

## Calendário
| Fase          | Data         | Hora  |
| ------------- | ------------ | ----- |
| Eliminatórias | 11 de agosto | 09:44 |
| Semifinal     | 11 de agosto | 18:25 |
| Final         | 12 de agosto | 18:00 |

Todos os horários estão no horário local (UTC+1)

## Recordes
Antes desta competição, os recordes eram os seguintes:
|                       | Nadadora            | Tempo   | Local     | Data                |
| --------------------- | ------------------- | ------- | --------- | ------------------- |
| Recorde mundial       | Regan Smith         | 2:03.35 | Gwangju   | 26 de julho de 2019 |
| Recorde europeu       | Anastasia Zuyeva    | 2:04.94 | Roma      | 1 de agosto de 2009 |
| Recorde do campeonato | Margherita Panziera | 2:06.08 | Budapeste | 23 de maio de 2021  |

## Medalhistas
| Ouro                      | Prata                | Bronze            |
| Margherita Panziera (ITA) | Katie Shanahan (GBR) | Dóra Molnár (HUN) |

## Resultados

### Eliminatórias
Esses foram os resultados das eliminatórias.
| Pos. | Bateria | Raia | Nadadora              | Nacionalidade | Tempo   | Notas |
| ---- | ------- | ---- | --------------------- | ------------- | ------- | ----- |
| 1    | 3       | 4    | Margherita Panziera   | Itália        | 2:09.27 | Q     |
| 2    | 1       | 4    | Dóra Molnár           | Hungria       | 2:09.53 | Q     |
| 3    | 3       | 5    | Eszter Szabó-Feltóthy | Hungria       | 2:10.17 | Q     |
| 4    | 3       | 3    | Katie Shanahan        | Reino Unido   | 2:10.93 | Q     |
| 5    | 3       | 2    | Pauline Mahieu        | França        | 2:11.36 | Q     |
| 6    | 1       | 3    | Camila Rebelo         | Portugal      | 2:12.10 | Q     |
| 7    | 1       | 5    | África Zamorano       | Espanha       | 2:12.22 | Q     |
| 8    | 2       | 6    | Réka Nyirádi          | Hungria       | 2:12.42 |       |
| 9    | 1       | 2    | Carmen Weiler         | Espanha       | 2:12.44 | Q     |
| 10   | 3       | 8    | Gabriela Georgieva    | Bulgária      | 2:12.46 | Q     |
| 11   | 1       | 6    | Anastasya Gorbenko    | Israel        | 2:12.94 | Q     |
| 12   | 3       | 6    | Aviv Barzelay         | Israel        | 2:12.95 | Q     |
| 13   | 2       | 4    | Lena Grabowski        | Áustria       | 2:13.00 | Q     |
| 14   | 2       | 5    | Federica Toma         | Itália        | 2:13.13 | Q     |
| 15   | 1       | 1    | Sonnele Öztürk        | Alemanha      | 2:13.18 | Q     |
| 16   | 2       | 3    | Laura Bernat          | Polónia       | 2:13.30 | Q     |
| 17   | 2       | 2    | Emma Terebo           | França        | 2:13.89 | Q     |
| 18   | 1       | 7    | Daryna Zevina         | Ucrânia       | 2:13.91 |       |
| 19   | 2       | 1    | Lotte Hosper          | Países Baixos | 2:14.65 |       |
| 20   | 3       | 1    | Nina Kost             | Suíça         | 2:15.19 |       |
| 21   | 3       | 7    | Ingeborg Løyning      | Noruega       | 2:15.40 |       |
| 22   | 2       | 8    | Fanny Borer           | Suíça         | 2:15.60 |       |
| 23   | 1       | 8    | Karoline Sørensen     | Dinamarca     | 2:15.70 |       |
| 24   | 2       | 7    | Aleksa Gold           | Estónia       | 2:15.74 |       |
| 25   | 3       | 0    | Lisa Nystrand         | Suécia        | 2:17.84 |       |

### Semifinal
Esses foram os resultados das semifinais. 
| Pos. | Bateria | Raia | Nadadora              | Nacionalidade | Tempo   | Notas |
| ---- | ------- | ---- | --------------------- | ------------- | ------- | ----- |
| 1    | 2       | 4    | Margherita Panziera   | Itália        | 2:08.18 | Q     |
| 2    | 2       | 5    | Eszter Szabó-Feltóthy | Hungria       | 2:09.80 | Q     |
| 3    | 1       | 5    | Katie Shanahan        | Reino Unido   | 2:09.82 | Q     |
| 4    | 1       | 4    | Dóra Molnár           | Hungria       | 2:09.88 | Q     |
| 5    | 2       | 8    | Laura Bernat          | Polónia       | 2:10.15 | q     |
| 6    | 1       | 7    | Lena Grabowski        | Áustria       | 2:10.78 | q     |
| 7    | 1       | 3    | Camila Rebelo         | Portugal      | 2:11.05 | q     |
| 8    | 2       | 6    | África Zamorano       | Espanha       | 2:11.07 | q     |
| 9    | 1       | 8    | Emma Terebo           | França        | 2:11.16 |       |
| 10   | 2       | 3    | Pauline Mahieu        | França        | 2:11.38 |       |
| 11   | 1       | 2    | Anastasya Gorbenko    | Israel        | 2:11.46 |       |
| 12   | 1       | 6    | Carmen Weiler         | Espanha       | 2:11.78 |       |
| 13   | 2       | 7    | Aviv Barzelay         | Israel        | 2:11.84 |       |
| 14   | 2       | 2    | Gabriela Georgieva    | Bulgária      | 2:12.54 |       |
| 15   | 1       | 1    | Sonnele Öztürk        | Alemanha      | 2:13.97 |       |
| 16   | 2       | 1    | Federica Toma         | Itália        | 2:15.74 |       |

### Final
Esse foi o resultado da final. 
| Pos.              | Raia | Nadadora              | Nacionalidade | Tempo   | Notas |
| ----------------- | ---- | --------------------- | ------------- | ------- | ----- |
| Medalha de ouro   | 4    | Margherita Panziera   | Itália        | 2:07.13 |       |
| Medalha de prata  | 3    | Katie Shanahan        | Reino Unido   | 2:09.26 |       |
| Medalha de bronze | 6    | Dóra Molnár           | Hungria       | 2:09.73 |       |
| 4                 | 5    | Eszter Szabó-Feltóthy | Hungria       | 2:10.23 |       |
| 5                 | 1    | Camila Rebelo         | Portugal      | 2:11.03 |       |
| 6                 | 8    | África Zamorano       | Espanha       | 2:11.11 |       |
| 7                 | 2    | Laura Bernat          | Polónia       | 2:11.14 |       |
| 8                 | 7    | Lena Grabowski        | Áustria       | 2:11.23 |       |

Legenda
| Recorde mundial       | Recorde mundial (World record)               |                       | Recorde africano                      | Recorde africano (African) |                                           | Q | Classificado por posição (Qualified) |
| Recorde do campeonato | Recorde do campeonato (Championship record)  | Recorde da América    | Recorde da América (Americas)         | q                          | Classificado por melhor tempo (Qualified) |   |                                      |
| Melhor marca do ano   | Melhor marca do ano (World leading)          | Recorde asiático      | Recorde asiático (Asian)              | DNS                        | Não largou (Did not start)                |   |                                      |
| Recorde nacional      | Recorde nacional (National record)           | Recorde europeu       | Recorde europeu (European)            | DNF                        | Não terminou (Did not finish)             |   |                                      |
| Recorde pessoal       | Recorde pessoal do atleta (Personal best)    | Recorde da Oceania    | Recorde da Oceania (Oceania)          | DSQ / DQ                   | Desclassificado (Disqualified)            |   |                                      |
| Recorde da temporada  | Recorde da temporada do atleta (Season best) | Recorde sul-americano | Recorde sul-americano (South America) | NM                         | Sem marca (No mark)                       |   |                                      |